# Santo Tomas, Pampanga
Santo Tomas là một đô thị hạng 4 ở tỉnh Pampanga, Philippines. Theo điều tra dân số năm 2000, đô thị này có dân số 32.695 người trong 6.375 hộ.

## Barangay
Santo Tomas được chia thành 7 barangay.
- Moras De La Paz
- Poblacion
- San Bartolome
- San Matias
- San Vicente
- Santo Rosario (Pau)
- Sapa (Santo Niño)